# Bahne Rabe
Bahne Rabe (Hamburgo, 7 de agosto de 1963-Kiel, 5 de agosto de 2001) fue un deportista alemán que compitió en remo.
Participó en dos Juegos Olímpicos de Verano, obteniendo dos medallas, oro en Seúl 1988 y bronce en Barcelona 1992, en la prueba de ocho con timonel. Ganó una medalla de oro en el Campeonato Mundial de Remo de 1991, en el cuatro con timonel.
Falleció a los 37 años debido a una neumonía causada por los problemas psicológicos, el alcoholismo y la desnutrición que acarrreaba desde hacía tiempo.

## Palmarés internacional
| Representando a la RFA   |                      |                   |                    |
| Juegos Olímpicos         |                      |                   |                    |
| Año                      | Lugar                | Medalla           | Prueba             |
| 1988                     | Seúl (Corea del Sur) | Medalla de oro    | Ocho con timonel   |
| Representando a Alemania |                      |                   |                    |
| Juegos Olímpicos         |                      |                   |                    |
| Año                      | Lugar                | Medalla           | Prueba             |
| 1992                     | Barcelona (España)   | Medalla de bronce | Ocho con timonel   |
| Campeonato Mundial       |                      |                   |                    |
| Año                      | Lugar                | Medalla           | Prueba             |
| 1991                     | Viena (Austria)      | Medalla de oro    | Cuatro con timonel |